# Jezioro Czorsztyńskie
Das Jezioro Czorsztyńskie, auch Zbiornik Czorsztyński oder Zalew Czorsztyński genannt, ist ein Stausee an den Flüssen Dunajec und Białka in der polnischen Woiwodschaft Kleinpolen. Flussabwärts liegt der Stausee Jezioro Sromowskie. Er liegt zwischen den Regionen Zips und Podhale sowie den Gebirgszügen der Pieninen, konkret Zipser Pieninen, und Gorce in der Talsenke Kotlina Nowotarska am Fuße der Tatra.

## Beschreibung
Hinter der 56 m hohen Staumauer wird das Wasser der Dunajec und Białka sowie kleinerer Zuflüsse aufgestaut. Das Zuflussgebiet umfasst 1287 km². Bei Vollstau beinhaltet der Stausee 234,5 Millionen m³ Wasser. Die Wasserfläche beträgt dann 11 km² und die Uferlänge 30 km. Der Staudamm ist 60 m hoch und über 400 m lang.

## Geschichte
Der Beschluss, die Staumauer in Niedzica zu bauen, wurde 1964 gefasst und der Bau 1970 begonnen. Der Stausee wurde schließlich 1997 geflutet. Er wird sowohl als Badesee, als auch Schutzspeicher gegen Überflutungen sowie als Wasserkraftwerk genutzt.

## Tourismus
Am Ufer des Sees befinden sich zwei Burgen, die Burg Niedzica und die Burg Czorsztyn, das Skigebiet am Berg Wdżar, der Pieninen-Nationalpark mit dem Dunajec-Durchbruch, sowie mehrere Stände und Marinas, in denen Segelboote, Tretboote und Kajaks angebietet werden können. Unweit des Stausees befindet sich auch der Białka-Durchbruch sowie der Tatra- und Gorce-Nationalpark.

## Panorama

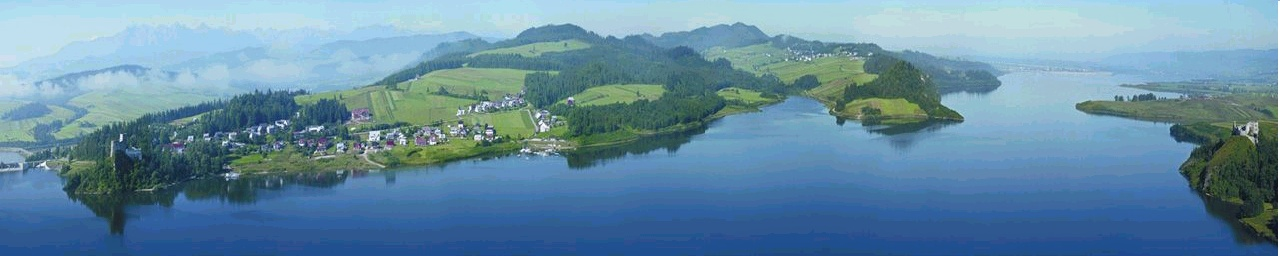
Blick auf die beiden Burgen, Hohe Tatra im Hintergrund

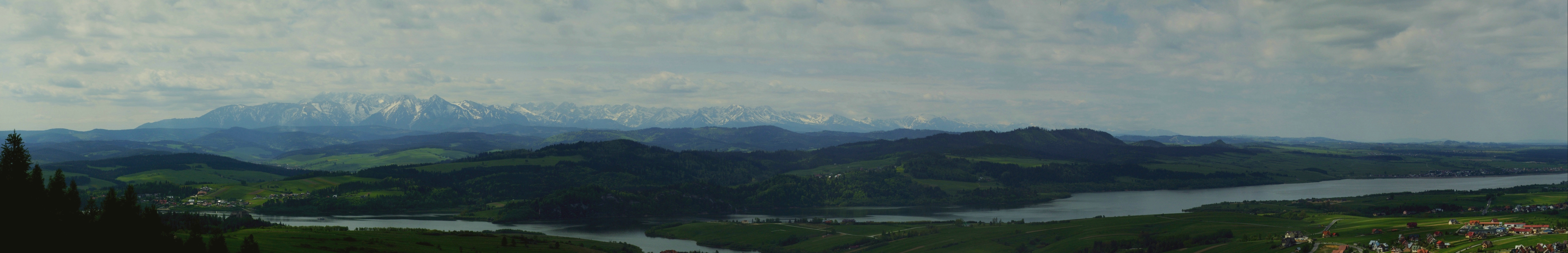
Blick vom Berg Wdżar

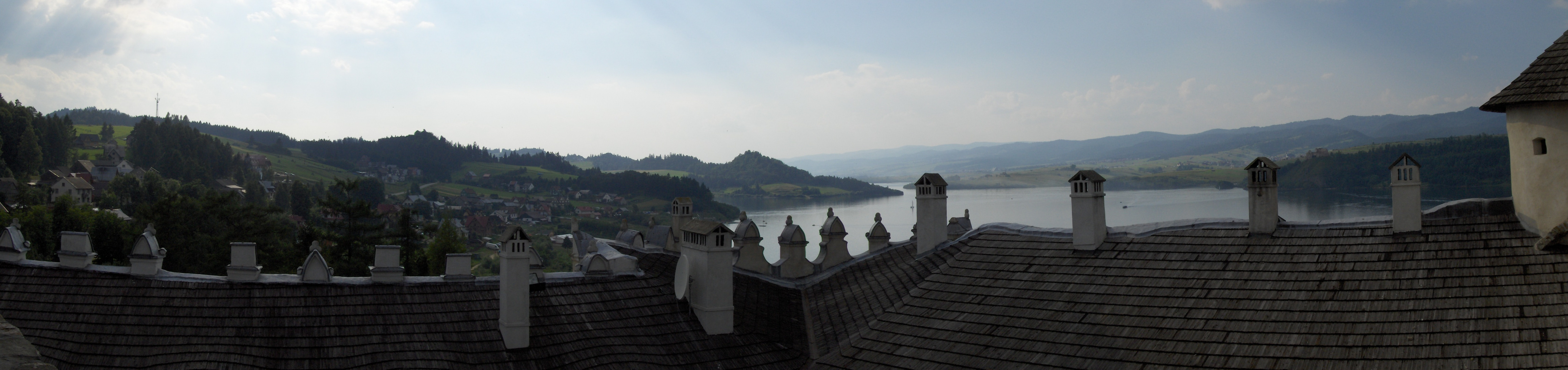
Blick von der Burg Niedzica